# Huacareta
Huacareta (vollständiger Name: San Pablo de Huacareta) ist eine Ortschaft im Departamento Chuquisaca im südamerikanischen Anden-Staat Bolivien.

## Lage
Huacareta ist der zentrale Ort des Kanton Huacareta im Municipio Huacareta in der Provinz Hernando Siles. Huacareta liegt auf einer Höhe von 1121 m am linken Ufer des Río Parapetí und wird eingerahmt durch nord-südlich verlaufende Bergketten mit üppiger Vegetation.

## Geographie
Die Stadt liegt am westlichen Rand des feuchten, subandinen Chaco Boliviens. In den Monaten Juli bis September herrscht im Raum Huacareta eine ausgeprägte Trockenzeit (siehe Klimadiagramm Camiri), während die Monate Dezember und Januar durch teils heftige Regenfälle gekennzeichnet sind.

## Verkehrsnetz
Huacareta liegt in einer Entfernung von 395 Straßenkilometern südöstlich von Sucre, der Hauptstadt des Departamentos.
Von Sucre aus führt die über weite Strecken Nationalstraße Ruta 6 in südöstlicher Richtung über die Städte Tarabuco, Zudáñez, Tomina und Padilla nach Monteagudo. Von Padilla kommend führt sechs Kilometer vor Monteagudo eine unbefestigte Landstraße nach Süden, überquert den Río Bañado und erreicht nach 85 Kilometern Huacareta.

## Bevölkerung
Die Einwohnerzahl der Ortschaft ist in den vergangenen beiden Jahrzehnten um ein Viertel angestiegen:
| Jahr | Einwohner | Quelle       |
| ---- | --------- | ------------ |
| 1992 | 1245      | Volkszählung |
| 2001 | 1336      | Volkszählung |
| 2012 | 1524      | Volkszählung |
| 2024 |           | Volkszählung |

Die Region weist einen deutlichen Anteil an Guaraní-Bevölkerung auf, im Municipio Huacareta sprechen 29,1 % der Bevölkerung Guaraní.